# Барбьери, Гато
Леандро Барбьери (известен как Гато Барбьери; 28 ноября 1932, Росарио — 2 апреля 2016, Нью-Йорк) — аргентинский джазовый тенор-саксофонист и композитор, получивший известность в 1960—1970-е годы.

## Биография
Родился в семье музыкантов; в 1944 году семья переехала в Буэнос-Айрес. Начал заниматься музыкой после того, как услышал песню Чарли Паркера Now’s the Time; играл на кларнете, а затем на альт-саксофоне. Прозвище «Гато», в переводе с испанского означающее «кот», получил в начале музыкальной карьеры, когда в течение ночи быстро перемещался из одного клуба в другой, чтобы успеть выступить в как можно большем количестве мест.
В 1953 году присоединился к оркестру самого выдающегося аргентинского джазмена того времени Лало Шифрина и полностью посвятил себя тенор-саксофону. К началу 1960-х, играя в Риме, он также работал с трубачом Доном Черри. Под влиянием последних записей Джона Колтрейна, а также записей других фри-джазовых саксофонистов, таких как Альберт Эйлер и Фэроу Сандерс, он начал развивать свою собственную тональность, с которой он ассоциируется. В конце 1960-х он сочетал в своей игре музыку из Южной Америки и участвовал в проектах с участием нескольких артистов, таких как «Оркестр музыки освобождения» Чарли Хейдена и «Эскалатор за холмом» Карлы Блей.
Лауреат премии «Грэмми» (1973) за музыку к фильму Бернардо Бертолуччи 1972 года «Последнее танго в Париже».
Сотрудничал с самыми разнообразными артистами, включая Карлоса Сантану, а также с представителями итальянской авторской поп-музыки, включая Пино Даниеле и Антонелло Вендитти. В 1979 году участвовал в записи песни Buona Sunday Вендитти, позже играл с ним в турне 1993 года.
Продолжал записываться и успешно выступать в 1980-х годах, стал автором музыки к таким фильмам, как «Огневая мощь» (1979) и «Случайный поцелуй» (1983). После смерти жены Мишель ушёл с публичной арены; вернулся к работе в конце 1990-х, сочиняя оригинальные партитуры по просьбе друга — Бахмана Магсудлоу. Альбом Qué Pasa (1997) больше перешёл в стиль мягкого джаза.
Внешний облик музыканта (обязательная шляпа, темные очки, несколько отстраненная манера поведения на сцене) был использован для создания куклы-саксофониста Зуута в англо-американском «Маппет-шоу».
2 апреля 2016 года умер от пневмонии в Нью-Йорке в возрасте 83 лет.
25 июня 2019 года журнал New York Times включил Барбьери в список сотен артистов, чьи материалы были уничтожены в результате пожара Universal Studios в Голливуде в 2008 году.